# Nura (Rapperin)/Diskografie
Diese Diskografie ist eine Übersicht über die musikalischen Werke der eritreischen Rapperin Nura und ihrer Pseudonyme wie Schicki Schnacki Schnura. Den Schallplattenauszeichnungen zufolge hat sie bisher mehr als 1,8 Millionen Tonträger verkauft. Ihre erfolgreichste Veröffentlichung ist die Autorenbeteiligung Von Party zu Party (SXTN) mit über 950.000 verkauften Einheiten.

## Alben

### Studioalben
| Jahr | Titel Musiklabel                    | Höchstplatzierung, Gesamtwochen, AuszeichnungChartplatzierungen (Jahr, Titel, Musiklabel, Platzierungen, Wochen, Auszeichnungen, Anmerkungen) | Höchstplatzierung, Gesamtwochen, AuszeichnungChartplatzierungen (Jahr, Titel, Musiklabel, Platzierungen, Wochen, Auszeichnungen, Anmerkungen) | Höchstplatzierung, Gesamtwochen, AuszeichnungChartplatzierungen (Jahr, Titel, Musiklabel, Platzierungen, Wochen, Auszeichnungen, Anmerkungen) | Anmerkungen                           |
| Jahr | Titel Musiklabel                    | DE | AT | CH | Anmerkungen                           |
| ---- | ----------------------------------- | --- | --- | --- | ------------------------------------- |
| 2019 | Habibi Jinx Records (UMG)           | DE14 (3 Wo.)DE | AT37 (1 Wo.)AT | — | Erstveröffentlichung: 29. März 2019   |
| 2021 | Auf der Suche Vertigo Records (UMG) | DE22 (1 Wo.)DE | — | — | Erstveröffentlichung: 20. August 2021 |
| 2023 | Periodt Vertigo Records (UMG)       | DE65 (2 Wo.)DE | — | — | Erstveröffentlichung: 5. Oktober 2023 |

## Singles

### Als Leadmusikerin
| Jahr | Titel Album                               | Höchstplatzierung, Gesamtwochen, AuszeichnungChartplatzierungen (Jahr, Titel, Album, Platzierungen, Wochen, Auszeichnungen, Anmerkungen) | Höchstplatzierung, Gesamtwochen, AuszeichnungChartplatzierungen (Jahr, Titel, Album, Platzierungen, Wochen, Auszeichnungen, Anmerkungen) | Höchstplatzierung, Gesamtwochen, AuszeichnungChartplatzierungen (Jahr, Titel, Album, Platzierungen, Wochen, Auszeichnungen, Anmerkungen) | Anmerkungen                                                                   |
| Jahr | Titel Album                               | DE | AT | CH | Anmerkungen                                                                   |
| --- | ----------------------------------------- | --- | --- | --- | ----------------------------------------------------------------------------- |
| 2017 | Auf der Kippe Habibi                      | — | — | — | Erstveröffentlichung: 22. Dezember 2017 feat. AchtVier                        |
| 2018 | Babebabe Habibi                           | DE74 (1 Wo.)DE | — | — | Erstveröffentlichung: 6. April 2018 feat. SAM                                 |
| 2018 | Chaya Habibi                              | DE33 Gold · (7 Wo.)DE | — | — | Erstveröffentlichung: 28. September 2018 Verkäufe: + 200.000; feat. Trettmann |
| 2019 | SOS Habibi                                | DE56 (1 Wo.)DE | — | — | Erstveröffentlichung: 11. Januar 2019 feat. Remoe                             |
| 2019 | Was ich meine Habibi                      | DE64 (1 Wo.)DE | — | — | Erstveröffentlichung: 8. Februar 2019                                         |
| 2019 | Sativa Habibi                             | — | — | — | Erstveröffentlichung: 1. März 2019                                            |
| 2021 | Fotze wieder da / Hier oben Auf der Suche | — | — | — | Erstveröffentlichung: 7. Januar 2021                                          |
| 2021 | Ich war’s nicht Auf der Suche             | — | — | — | Erstveröffentlichung: 16. Februar 2021                                        |
| 2021 | Lola Auf der Suche                        | — | — | — | Erstveröffentlichung: 5. März 2021                                            |
| 2021 | On Fleek Auf der Suche                    | — | — | — | Erstveröffentlichung: 26. März 2021                                           |
| 2021 | Niemals Stress mit Bullen Auf der Suche   | — | — | — | Erstveröffentlichung: 16. April 2021                                          |
| 2021 | Auf der Suche                             | — | — | — | Erstveröffentlichung: 30. April 2021                                          |
| 2021 | Backstage Auf der Suche                   | — | — | — | Erstveröffentlichung: 2. Juli 2021 feat. Drunken Masters                      |
| 2021 | Viel zu tun Auf der Suche                 | — | — | — | Erstveröffentlichung: 6. August 2021 feat. Gentleman                          |
| 2023 | Sidebitch Periodt                         | — | — | — | Erstveröffentlichung: 17. Februar 2023                                        |
| 2023 | Für die Vibes Periodt                     | — | — | — | Erstveröffentlichung: 20. Juli 2023                                           |
| 2023 | Fat A$$ Periodt                           | — | — | — | Erstveröffentlichung: 10. August 2023                                         |
| 2023 | Eine gute Frau Periodt                    | — | — | — | Erstveröffentlichung: 7. September 2023                                       |
| 2023 | Bella Periodt                             | — | — | — | Erstveröffentlichung: 21. September 2023                                      |
| 2023 | Fubu Periodt                              | — | — | — | Erstveröffentlichung: 4. Oktober 2023 feat. Jalil, Yung Madara & Aisha Vibes  |
| Folgende Lieder erschienen nicht als Single, wurden aber durch das Album zum Download und Streaming bereitgestellt und konnten somit eine Platzierung erlangen: |                                           | | | |                                                                               |
| |                                           | | | |                                                                               |
| 2019 | Radio Habibi                              | DE100 (1 Wo.)DE | — | — | Charteinstieg: 5. April 2019                                                  |
| 2021 | Fair Auf der Suche                        | DE26 (6 Wo.)DE | AT62 (2 Wo.)AT | — | Charteinstieg: 24. September 2021                                             |

### Als Gastmusikerin
| Jahr | Titel Album                                   | Höchstplatzierung, Gesamtwochen, AuszeichnungChartplatzierungen (Jahr, Titel, Album, Platzierungen, Wochen, Auszeichnungen, Anmerkungen) | Höchstplatzierung, Gesamtwochen, AuszeichnungChartplatzierungen (Jahr, Titel, Album, Platzierungen, Wochen, Auszeichnungen, Anmerkungen) | Höchstplatzierung, Gesamtwochen, AuszeichnungChartplatzierungen (Jahr, Titel, Album, Platzierungen, Wochen, Auszeichnungen, Anmerkungen) | Anmerkungen                                                                                              |
| Jahr | Titel Album                                   | DE | AT | CH | Anmerkungen                                                                                              |
| --- | --------------------------------------------- | --- | --- | --- | --- |
| 2018 | Wenn ich will –                               | — | — | — | Erstveröffentlichung: 19. Januar 2018 Fruchtmax feat. Nura                                               |
| 2018 | Fokus –                                       | DE70 (1 Wo.)DE | — | — | Erstveröffentlichung: 10. August 2018 Jugglerz feat. Miami Yacine, Bausa, Nura & Joshi Mizu              |
| 2018 | 36 Grad –                                     | — | — | — | Erstveröffentlichung: 31. August 2018 Zugezogen Maskulin feat. Nura & Carsten Chemnitz                   |
| 2018 | Nackt Smalltalk                               | DE78 (1 Wo.)DE | — | — | Erstveröffentlichung: 12. Oktober 2018 Remoe feat. Nura                                                  |
| 2018 | Temperamento Raw-Tape (Gold)                  | — | — | — | Erstveröffentlichung: 9. November 2018 Sero feat. Nura                                                   |
| 2019 | Verliebt in einen Gangster 2 Plata O Plomo EP | DE23 (5 Wo.)DE | AT46 (1 Wo.)AT | CH73 (1 Wo.)CH | Erstveröffentlichung: 30. August 2019 18 Karat feat. Nura                                                |
| 2019 | Comfort Zone MB Ice                           | — | — | — | Erstveröffentlichung: 26. September 2019 Manuellsen feat. Nura                                           |
| 2020 | Bist du dabei? –                              | — | — | — | Erstveröffentlichung: 23. April 2020 Remoe feat. Nura                                                    |
| 2020 | Da wo du herkommst (Remix) –                  | — | — | — | Erstveröffentlichung: 17. Juli 2020 SAM feat. Booz, Nura, Chima Ede, Lary, Kelvyn Colt, reezy & Ahzumjot |
| 2020 | Trauma Deutscher Oktober                      | — | — | — | Erstveröffentlichung: 27. November 2020 Disarstar feat. Nura                                             |
| 2021 | Garten Todesliste                             | — | — | — | Erstveröffentlichung: 29. Januar 2021 Audio88 & Yassin feat. Nura                                        |
| 2021 | Fall –                                        | — | — | — | Erstveröffentlichung: 15. April 2021 Ahzumjot feat. Nura                                                 |
| 2021 | Medizin                                       | — | — | — | Erstveröffentlichung: 25. Juni 2021 Taha feat. Nugat & Nura                                              |
| 2021 | In der Nacht Felly                            | — | — | — | Erstveröffentlichung: 5. November 2021 Felly feat. Nura & Drunken Masters                                |
| 2022 | Dilara –                                      | — | — | — | Erstveröffentlichung: 13. Oktober 2022 Remoe feat. Nura                                                  |
| 2023 | Eww –                                         | — | — | — | Erstveröffentlichung: 5. Mai 2023 Aisha Vibes feat. Nura                                                 |
| Folgende Lieder erschienen nicht als Single, wurden aber durch das Album zum Download und Streaming bereitgestellt und konnten somit eine Platzierung erlangen: |                                               | | | | |
| |                                               | | | | |
| 2019 | Sie is geladen Bam Bam                        | DE88 (1 Wo.)DE | — | — | Charteinstieg: 11. Oktober 2019 Seeed feat. Nura                                                         |

## Musikvideos
| Jahr | Titel                        | Regie                                           |
| ---- | ---------------------------- | ----------------------------------------------- |
| 2017 | Auf der Kippe                | Ich & Er                                        |
| 2018 | Wenn ich will                | Chehad Abdallah, Valentin Hansen                |
| 2018 | Babebabe                     | Stefanie Soho                                   |
| 2018 | Fokus                        | C.O.B                                           |
| 2018 | Chaya                        | Davùd (Singleversion) Can Bayram (Remixversion) |
| 2018 | Nackt                        | Denis Majstorovic                               |
| 2019 | SOS                          | Denis Majstorovic                               |
| 2019 | Was ich meine                | Franz Becker                                    |
| 2019 | Sativa                       | MG Video                                        |
| 2019 | Fortnite                     | Dominik Braz Bittrich                           |
| 2019 | Verliebt in einen Gangster 2 | Daniel Zlotin                                   |
| 2019 | Comfort Zone                 | Traviez the Director                            |
| 2020 | Bist du dabei?               | MG Video                                        |
| 2020 | Trauma                       | Tim Erdmann                                     |
| 2021 | Fotze wieder da / Hier oben  | Taha Cakmak, Andreas Horvath, Nucelentano, Nura |
| 2021 | Garten                       | Valentin Hansen                                 |
| 2021 | Ich war’s nicht              | Taha Cakmak, Andreas Horvath, Nura              |
| 2021 | Lola                         | Taha Cakmak, Andreas Horvath, Nura              |
| 2021 | On Fleek                     | Nura                                            |
| 2021 | Niemals Stress mit Bullen    | Nura, Chris Schwarz                             |
| 2021 | Auf der Suche                | Anthony Molina, Nura, Chris Schwarz             |
| 2021 | Medizin                      | Sike                                            |
| 2021 | Backstage                    | Feedz, Nura, Wizzl                              |
| 2021 | In der Nacht                 | Daniel Boeck                                    |
| 2023 | Sidebitch                    | Dominik Wilzok                                  |
| 2023 | Eww                          | Terry Ellmer                                    |
| 2023 | Für die Vibes                | Olivia Rudnitzky                                |
| 2023 | Fat A$$                      | Antemilio                                       |
| 2023 | Eine gute Frau               | Kevin Hensler, Nura                             |

## Autorenbeteiligungen
Nura als Autorin in den Charts

| Jahr | Titel Interpretation    | Höchstplatzierung, Gesamtwochen, AuszeichnungChartplatzierungen (Jahr, Titel, Interpretation, Platzierungen, Wochen, Auszeichnungen, Anmerkungen) | Höchstplatzierung, Gesamtwochen, AuszeichnungChartplatzierungen (Jahr, Titel, Interpretation, Platzierungen, Wochen, Auszeichnungen, Anmerkungen) | Höchstplatzierung, Gesamtwochen, AuszeichnungChartplatzierungen (Jahr, Titel, Interpretation, Platzierungen, Wochen, Auszeichnungen, Anmerkungen) | Anmerkungen                                              |
| Jahr | Titel Interpretation    | DE | AT | CH | Anmerkungen                                              |
| ---- | ----------------------- | --- | --- | --- | -------------------------------------------------------- |
| 2017 | Bongzimmer SXTN         | DE88 Platin · (3 Wo.)DE | AT— PlatinAT | CH— PlatinCH | Erstveröffentlichung: 28. April 2017 Verkäufe: + 450.000 |
| 2017 | Von Party zu Party SXTN | DE81 ×3Dreifachgold · (2 Wo.)DE | AT— PlatinAT | CH— PlatinCH | Erstveröffentlichung: 1. Juni 2017 Verkäufe: + 950.000   |

## Hörbücher
| Jahr | Titel Musiklabel                                                           | Anmerkungen                              |
| ---- | -------------------------------------------------------------------------- | ---------------------------------------- |
| 2020 | Weißt du, was ich meine? (Vom Asylheim in die Charts) Audio Verlag München | Erstveröffentlichung: 30. September 2020 |

## Promoveröffentlichungen
| Jahr | Titel Album                                                                 | Anmerkungen                                                   |
| ---- | --------------------------------------------------------------------------- | ------------------------------------------------------------- |
| 2017 | Nutella –                                                                   | Erstveröffentlichung: 18. Mai 2017 mit Spinning 9 & Kid Cairo |
| 2021 | Freedom Sing meinen Song – Das Tauschkonzert Vol. 8 (Sampler)               | Erstveröffentlichung: 20. April 2021 Original: DJ Bobo        |
| 2021 | Bis ans Ende der Welt Sing meinen Song – Das Tauschkonzert Vol. 8 (Sampler) | Erstveröffentlichung: 27. April 2021 Original: Joris          |

## Sonderveröffentlichungen

### Alben
| Jahr | Titel Musiklabel                     | Anmerkungen                                                                       |
| ---- | ------------------------------------ | --------------------------------------------------------------------------------- |
| 2019 | Habibi (Remix EP) Jinx Records (UMG) | Erstveröffentlichung: 28. März 2019 Remix-EP; Verkäufe werden Habibi hinzuaddiert |

### Lieder
| Jahr | Titel Album                                                    | Anmerkungen |
| ---- | -------------------------------------------------------------- | --- |
| 2009 | Preisschild Sexismus gegen Rechts                              | Erstveröffentlichung: 10. Juli 2009 Begleitgesang bei K.I.Z                                                                                         |
| 2010 | Schlitz Schlitz Rap aus Berlin                                 | Erstveröffentlichung: 17. Dezember 2010 Orgasmus & Mach One feat. Blokkmonsta, Schwartz, Juscha & Nura                                              |
| 2011 | Doitschland schafft sich ab Urlaub fürs Gehirn (Promo Version) | Erstveröffentlichung: 3. Juni 2011 K.I.Z. feat. Schicki Schnacki Schnura                                                                            |
| 2011 | H.I.T. Urlaub fürs Gehirn (Promo Version)                      | Erstveröffentlichung: 3. Juni 2011 K.I.Z. feat. Beat Gottwald, Boba Fettt, Casper, Catee, Haftbefehl, Schnicki Schnacki Schnura, Prinz Pi & Rufmord |
| 2016 | Echte Männer 50/50                                             | Erstveröffentlichung: 8. April 2016 AchtVier & Said feat. Nura                                                                                      |
| 2017 | Wer hat das Gras weggeraucht Wer hat das Gras weggeraucht?     | Erstveröffentlichung: 3. Februar 2017 B-Tight feat. Nura, Smoky, Sido, Plusmacher & Estikay                                                         |
| 2017 | Tripsitter Horner Corner                                       | Erstveröffentlichung: 14. April 2017 TaiMO feat. Nura                                                                                               |
| 2017 | 31er “Gott über euch” Tape                                     | Erstveröffentlichung: 26. Mai 2017 Frauenarzt & Taktloss feat. Nura                                                                                 |
| 2017 | Sonntag Sky Zone                                               | Erstveröffentlichung: 17. November 2017 Spinning 9 feat. Nura & Kid Cairo                                                                           |
| 2018 | In Berlin Powerbausa                                           | Erstveröffentlichung: 9. Februar 2018 Bausa feat. Nura                                                                                              |
| 2018 | Temperamento Raw-Tape (Gold)                                   | Erstveröffentlichung: 16. November 2018 Sero feat. Nura                                                                                             |
| 2019 | Nackt Smalltalk                                                | Erstveröffentlichung: 15. März 2019 Remoe feat. Nura                                                                                                |
| 2019 | Tennis Trap Tape                                               | Erstveröffentlichung: 5. Juli 2019 DJ Reckless & Skinny Finsta feat. Frauenarzt, Fruchtmax & Nura                                                   |
| 2019 | Sie is geladen Bam Bam                                         | Erstveröffentlichung: 4. Oktober 2019 Seeed feat. Nura                                                                                              |
| 2019 | Comfort Zone MB Ice                                            | Erstveröffentlichung: 25. Oktober 2019 Manuellsen feat. Nura                                                                                        |
| 2020 | Jeder Schritt 10 Jahre Abfuck                                  | Erstveröffentlichung: 7. August 2020 Zugezogen Maskulin feat. Nura                                                                                  |
| 2020 | FridayNightLetdown Mark My Words                               | Erstveröffentlichung: 31. Dezember 2020 Nugat feat. Nura                                                                                            |
| 2021 | Verliebt in einen Gangster 2 Plata O Plomo EP                  | Erstveröffentlichung: 8. Januar 2021 18 Karat feat. Nura                                                                                            |
| 2021 | Garten Todesliste                                              | Erstveröffentlichung: 12. Februar 2021 Audio88 & Yassin feat. Nura                                                                                  |
| 2021 | Trauma Deutscher Oktober                                       | Erstveröffentlichung: 12. März 2021 Disarstar feat. Nura                                                                                            |
| 2021 | Verloren Deutscher Oktober                                     | Erstveröffentlichung: 12. März 2021 Disarstar feat. Nura                                                                                            |
| 2021 | Medizin                                                        | Erstveröffentlichung: 2. Juli 2021 Taha feat. Nugat & Nura                                                                                          |
| 2021 | In der Nacht Felly                                             | Erstveröffentlichung: 19. November 2021 Felly feat. Nura & Drunken Masters                                                                          |

| Jahr | Titel Album                                                       | Anmerkungen                                                      |
| ---- | ----------------------------------------------------------------- | ---------------------------------------------------------------- |
| 2021 | Auf der Suche Sing meinen Song – Das Tauschkonzert Vol. 8         | Erstveröffentlichung: 7. Mai 2021 mit Ian Hooper; Original: Nura |
| 2021 | Bis ans Ende der Welt Sing meinen Song – Das Tauschkonzert Vol. 8 | Erstveröffentlichung: 7. Mai 2021 Original: Joris                |
| 2021 | Call Me a Friend Sing meinen Song – Das Tauschkonzert Vol. 8      | Erstveröffentlichung: 7. Mai 2021 Original: Mighty Oaks          |
| 2021 | Freedom Sing meinen Song – Das Tauschkonzert Vol. 8               | Erstveröffentlichung: 7. Mai 2021 Original: DJ Bobo              |
| 2021 | Intoxication Sing meinen Song – Das Tauschkonzert Vol. 8          | Erstveröffentlichung: 7. Mai 2021 Original: Gentleman            |
| 2021 | My Man Is a Mean Man Sing meinen Song – Das Tauschkonzert Vol. 8  | Erstveröffentlichung: 7. Mai 2021 Original: Stefanie Heinzmann   |
| 2021 | On Fleek Sing meinen Song – Das Tauschkonzert Vol. 8              | Erstveröffentlichung: 7. Mai 2021 mit DJ Bobo; Original: Nura    |
| 2021 | Zieh dich aus Sing meinen Song – Das Tauschkonzert Vol. 8         | Erstveröffentlichung: 7. Mai 2021 Original: Johannes Oerding     |

## Statistik

### Chartauswertung
Die folgenden Auswertungen bieten eine Übersicht über die Charterfolge von Nura in Deutschland, Österreich und der Schweiz. Zu beachten ist, dass bei den Singles nur Interpretationen und keine Autorenbeteiligungen berücksichtigt wurden.
|                     | DE    | AT    | CH    |
| ------------------- | ----- | ----- | ----- |
| Nummer-eins-Alben   | DE—DE | AT—AT | CH—CH |
| Top-10-Alben        | DE—DE | AT—AT | CH—CH |
| Alben in den Charts | DE3DE | AT1AT | CH—CH |

|                       | DE     | AT    | CH    |
| --------------------- | ------ | ----- | ----- |
| Nummer-eins-Singles   | DE—DE  | AT—AT | CH—CH |
| Top-10-Singles        | DE—DE  | AT—AT | CH—CH |
| Singles in den Charts | DE10DE | AT2AT | CH1CH |

### Auszeichnungen für Musikverkäufe
| Goldene Schallplatte - Deutschland - 2023: für die Autorenbeteiligung Die Fotzen sind wieder da (SXTN) - Österreich - 2024: für die Autorenbeteiligung Hass Frau (SXTN) - 2024: für die Autorenbeteiligung Fotzen im Club (SXTN) |

Anmerkung: Auszeichnungen in Ländern aus den Charttabellen bzw. Chartboxen sind in ebendiesen zu finden.
| Land/RegionAuszeichnungen für Musikverkäufe (Land/Region, Auszeichnungen, Verkäufe, Quellen) | Gold     | Platin     | Verkäufe  | Quellen           |
| -------------------------------------------------------------------------------------------- | -------- | ---------- | --------- | ----------------- |
| Deutschland (BVMI)                                                                           | 3× Gold3 | 2× Platin2 | 1.700.000 | musikindustrie.de |
| Österreich (IFPI)                                                                            | 2× Gold2 | 2× Platin2 | 90.000    | ifpi.at           |
| Schweiz (IFPI)                                                                               | —        | 2× Platin2 | 40.000    | hitparade.ch      |
| Insgesamt                                                                                    | 5× Gold5 | 6× Platin6 |           |                   |